# The Bahama Flora

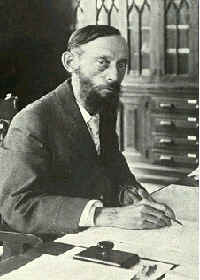
Nathaniel Lord Britton

The Bahama Flora (abreviado Bahama Fl.) es un libro ilustrado con descripciones botánicas que fue editado conjuntamente por los botánicos, Nathaniel Lord Britton & Charles Frederick Millspaugh. Se publicó  en el año  1920.